# El Cerrito, Riverside County, Kalifornien
För andra betydelser, se El Cerrito, Kalifornien.
El Cerrito är en ort (CDP) i Riverside County, i delstaten Kalifornien, USA. Enligt United States Census Bureau har orten en folkmängd på 5 100 invånare (2010) och en landarea på 6,6 km².